# Miha Oserban
Miha Oserban (27 settembre 2006) è uno sciatore alpino sloveno.

## Biografia
Attivo dal novembre del 2022, Oserban ha esordito ai Campionati mondiali a Courchevel/Méribel 2023, dove si è classificato 13º nella gara a squadre, e in Coppa Europa il 7 dicembre 2023 a Zinal in slalom gigante, senza completare la prova; ai Mondiali di Saalbach-Hinterglemm 2025 si è piazzato 18º nella combinata a squadre e non ha completato lo slalom gigante e lo slalom speciale. Ha debuttato in Coppa del Mondo il 1º marzo 2025 a Kranjska Gora in slalom gigante, senza completare la prova; non ha preso parte a rassegne olimpiche.

## Palmarès

### Campionati sloveni
- 3 medaglie:
  - 2 ori (slalom gigante, slalom speciale nel 2025)
  - 1 bronzo (slalom gigante nel 2024)